# 広州殺人事件
『広州殺人事件』（こうしゅうさつじんじけん、原題：九品芝麻官、英題：Hail the Judge）は、1994年公開のチャウ・シンチー（周星馳）主役を務めた映画である。

## 概要
『少林サッカー』のチャウ・シンチー主演の、日本で言う大岡越前に代表される勧善懲悪をテーマとした映画。原題である九品芝麻官の九品とは、9つある判事階級の一番下、芝麻とは取るに足らぬと言う意味があり、通し読みすると「取るに足らぬ下っ端判事」と言う意味となる。なお、台湾では副題として「白面包青天」と言うタイトルがつけられている。白面とは、白瞼と言う意味であり、顔質が良いと言う意味がある他、包青天（包拯）は色黒だとされていることから文字通り「色白の包青天」の意味がある。
テーマはシリアスな場面を含むストーリーではあるが、基本はギャグコメディ調に仕上がっている。しかし、コメディとは裏腹な人体欠損などのグロテスクなシーンも相当ある。因みに主人公の祖先の名前である包青天とは、中華圏では有名な包拯の事であり、テレビドラマ『包青天』として1974年と1993年に台湾の中華電視台で放送され、アジア圏で人気を博した。本作はこの『包青天』の翻案である。

## あらすじ
賄賂による不正裁判が横行し、冤罪が蔓延る清の時代、父親も（悪徳）判事であり、子供のころから判事を夢見て代理判事となったバオ・ロンシン（包龍星）は父同様、金に汚く賄賂を受け取っては不正な裁判を行っており、民から「九品芝麻官」と呼ばれ、非常に評判の悪い代理判事の青年であった。ある日いつもの様に裁判の判事を担当するが、金持ちに媚を売り貧乏人を苛め抜く事で有名な弁護士フォン・トンゲン（方唐鏡）に言い包められた挙句賄賂を受け取ってしまい、不当判決を言い渡してしまう。その夜、バオ達一行はバオを支持する老人の息子の婚礼祝いに招待された。その際、都の役人であるパウジータウ（豹子頭）が乱入（実は老人の息子の一族に強盗がいた）するが、バオの悪評を利用し、撃退してしまう。その後、ション・ワイ（常威）がロイフ（来福）を殴り殺そうとする場面に遭遇、手こずりながらも捕縛する。ロイフより「チッ（戚）家が皆殺しにされた」との話を聞き、バオ一行はチッ家邸宅に突入する。すると、チッ家一家13人（と犬1匹）が殺されていた。即刻裁判に掛けられるション・ワイであったが、彼の父は清の提督であるション・クワン（常昆）であった。丁度その現場で強姦されたチッ家の嫁のチッ・ジョン（戚秦氏）が涙ながらにション・ワイの罪状を訴えるも、そこに出て来たのは、先の裁判で言いくるめられていたフォン・トンゲンであった。彼は、バオに賄賂の銀貨を大量に譲渡、投獄されたション・ワイと、変装して牢獄にやって来たション・クワンにション・ワイを無実にするある策略を持ちかけた。そして、ション・クワン提督の差し金により、殺人現場のチッ家に忍者のような集団を送り込み、殺人現場を偽装工作する。
翌日、チッ家殺人事件の裁判が行われるが、フォン・トンゲンの策略で上司のチャン（陳）判事を買収しており、何と強姦されたチッ・ジョンがション・ワイを侮辱したとして裁判に掛けられてしまう。その場でション・ワイの口からチッ・ジョンが一家を毒殺したと発言し、前日の尋問の時点でション・ワイが殺人を犯したと証言していたロイフら証人等も証言を翻し、偽装された証拠によりチッ・ジョンは有罪となり、死刑判決となってしまう。さらに、これもフォン・トンゲンの策略でバオを贈収賄の罪で告発、バオの家からは賄賂として受け取った銀貨が出てきてしまい、チャン判事に免職されてしまう。拷問に遭い満身創痍になりながらも真実を訴えるチッ・ジョン、引き摺り出された後、6月であるにも拘らず雪が降って来た（因みに、中国の故事では六月の雪は冤罪の代名詞とされる）。
六月の雪を見てしまった事、フォン・トンゲンの策略とあまりに恣意的かつ不当な行為と満身創痍のジッ・チョンの姿を見たバオは、証拠を突き止めるためにヤウワイ（有為）と共にチッ家に乗り込む。そして毒殺ではないと言う証拠を見つけるが、張り込んでいたチャン判事に見つかってしまい、捕縛され死体損壊（とその他諸々）の罪で死刑判決が出るものの、ほどなくヤウワイの手により、バオの部下のユーファーが壁をぶち壊し脱獄した。脱獄した際にバオの家に寄るが、その際に父の口から先祖が宋朝の名判事包青天（バオ・チンティン）であった事を告げられ、一つの本を授かる。しかし、バオ自身その本の字が読めず、都の方へ行く事となる。一方で、その後投獄されていたパウジータウが、バオを殺害する為に釈放された。
かくして、チッ・ジョンの無罪を証明しフォン・トンゲンとション・ワイの陰謀を暴く為、ひょんな事から知り合った清朝皇帝同治帝をも巻き込む旅が始まる。

## キャスト
| 役名                       | 俳優               | 日本語吹替 |
| -------------------------- | ------------------ | ---------- |
| バオ・ロンシン（包龍星）   | チャウ・シンチー   | 平田広明   |
| ヤウワイ（有為）           | ン・マンタ         | 宝亀克寿   |
| チッ・ジョン（戚秦氏）     | チョン・マン       | よのひかり |
| パウジータウ（豹子頭）     | チョイ・カムコン   | 上田燿司   |
| フォン・トンゲン（方唐鏡） | ン・カイワー       | 川島得愛   |
| ション・ワイ（常威）       | コリン・チョウ     | 望月健一   |
| ション・クワン（常昆）提督 | クー・フェン       | 塚田正昭   |
| チャン（陳）判事           | ウォン・ヤッフェイ | 高宮俊介   |
| 娼婦館の女将               | キングダム・ユン   | 前田ゆきえ |
| ロイフ（来福）             | チン・トン         | 下山吉光   |
| キクナ                     | クリスティ・チョン | 大橋ひろこ |
| ユーイン（如煙）           | エイダ・チョイ     | 大橋ひろこ |
| イワザル                   | ジョーイ・リョン   | 渡辺英雄   |
| バオの母                   | ハー・ピン         | 倉持良子   |
| レイ・リンイン（李連英）   | ラウ・シュン       |            |
| ユーファー（如花）         | リー・キンヤン     |            |